# Lifeforce (videogioco)
Lifeforce è un videogioco sparatutto fantascientifico alla guida di un carro armato, pubblicato nel 1987 per Commodore 64 dall'editrice britannica CRL Group.

## Modalità di gioco
Il gioco si svolge in un grande impianto futuristico, visto dall'alto, infestato da vari tipi di creature robotiche fuori controllo. In particolare gli FRC (Flexible Robot Caterpillar), veicoli dall'aspetto di veloci bruchi snodati, devono essere distrutti per recuperare le barre di combustibile nucleare situato nelle loro teste. In ogni livello ci sono in tutto 8 FRC da trovare ed eliminare, colpendo a uno a uno i segmenti del corpo finché non rimane la sola testa indifesa da raccogliere.
Il giocatore controlla un carro armato e può muoversi nelle otto direzioni, esplorando liberamente tutto l'impianto, del quale è visibile solo una piccola parte alla volta con scorrimento multidirezionale. Un piccolo radar mostra la posizione relativa degli FRC a distanze maggiori. Gli FRC vagano senza meta e sono molto più veloci del carro armato, che deve attenderli più che inseguirli.
Il carro è difeso da uno scudo protettivo attivabile dal giocatore, con energia limitata, ed è armato inizialmente con un laser con energia limitata, al quale si possono aggiungere in seguito missili autoguidati e smart bomb. Il laser scarico può ancora sparare agli FRC ma ha solo un effetto stordente sugli altri nemici. Ricariche dello scudo e delle armi si possono trovare disseminate per l'area, all'interno di piccole stanze; per raccoglierle è necessario aprirsi un varco sparando alle pareti.
Ci sono tre livelli da affrontare e si hanno tre carri armati, tuttavia il gioco termina subito se si viene investiti da un FRC o se uno degli altri nemici tocca il carro senza lo scudo attivo. Per salvarsi è necessario eiettare il pilota in tempo premendo l'apposito tasto, così si perde solo un carro armato e la partita può continuare con uno nuovo, se se ne hanno ancora.